# 기타나다역
기타나다역(일본어: 喜多灘駅 키타나다에키[*])은 일본 에히메현 오즈시 있는 시코쿠 여객철도 요산선의 역이다. 역 번호는 S11이며, 단선 승강장 1면 1선의 구조를 지닌 지상역이다.

## 역 주변
- 국도 제378호선

## 역사
- 1935년 10월 6일 : 개업.
- 1987년 4월 1일 : 민영화에 의해, 시코쿠 여객철도로 이관.

## 인접 정차역
| 시코쿠 여객철도 요산선    | 시코쿠 여객철도 요산선 | 시코쿠 여객철도 요산선          |
| ------------------------- | ---------------------- | ------------------------------- |
| S 10 구시 무카이바라 방면 | 요산 선                | 이요나가하마 S 12 이요오즈 방면 |